# دو (إقليم فرنسي)

موقع إقليم دوبس

دو (بالفرنسية: Doubs) هو إقليم فرنسي تابع لمنطقة برغونية فرانش كونتيه إلى الشرق من فرنسا، وبه 573 بلدية، سميت بهذا الاسم نسبة لنهر دوبس، يبلغ مساحة إقليم دوبس حوالي 5,234 كم، فيما يبلغ عدد سكان الإقليم وفق إحصاء عام 2021 حوالي 547,096 نسمة.

## تاريخ دوبس
كان يتحدث ثلثي سكان أقليم دوبس الشماليين في وقت مبكر من القرن الثالث عشر الميلادي لغة فرانش كونتيه (Franc-Comtois language)، أما السكان المقيمين في الثلث الجنوبي من دوبس فهم يتكلمون بلغة أربيتان (Arpitan)، وكانت اللغتان تتعايشان سوية مع اللغة الفرنسية، وكانت اللغة الرسمية في تلك الفترة في شؤون القانون والتجارة هي اللغة الفرنسية، واستمر الوضع على هذا الحال حتى القرن العشرين الميلادي، حيث طغت اللغة الفرنسية على كل مشارب الحياة، وظلت اللغتين قائمتين في الإقليم ولكنها لا تستعمل بشكل يومي.
وكانت دوبس تشكّل أهمية كبرى للفرنسيين باعتبارها المدخل الرئيسي إلى سويسرا عبر مدينة جوكس (Joux)، ويعتبر أقليم دوبس واحد من الأقاليم ال 83 التي تم إنشاؤها أثناء الثورة الفرنسية يوم 4 مارس 1790، أنشئت أنقاض جزء من مقاطعة فرانش كونتيه السابقة، وفي عام 1793 أضيفت جمهورية ماندور إلى الإقليم، وعام 1816 ضُمّت إمارة مونبيليار إلى الإقليم.

## جغرافية دوبس
يعتبر إقليم دوبس جزء من المنطقة الرئيسية التابعة لفرانش كونتيه، ويحيط بها البلديات الفرنسية التالية:، جورا (Jura)، هاوت-ساون (Haute-Saône)، وتيريتوري دي بلفور (Territoire de Belfort)، والكانتونات السويسرية فو (Vaud)، نوشاتيل (Neuchâtel)، وجورا (Jura). ويسيطر إقليم دوبس جبال جورا التي ترتفع إلى الشرق من إقليم بيزانسون.

## التركيبة السكانية
يطلق على سكان إقليم دوبس اسم دوبيستس (Doubistes)، وفقا لإحصاء عام 1999 بلغ عدد سكان الإقليم 499.062 نسمة يتوزعون في مساحة تبلغ 5.234 كلم مربع، ويبلغ معدل الكثافة السكانية في الإقليم 95.4 نسمة لكل كيلو متر مربع.
توزيع عدد السكان في المدن الرئيسية للإقليم وفق تعداد عام 1999:
- مدينة بيزانسون وضواحيها : 252,112 نسمة.
- مدينة مونتبيليه وضواحيهـا: 140,629 نسمــة.
- مدينة بونتايلر وضواحيهـــا: 40,282 نسمـــة.

## معرض صور

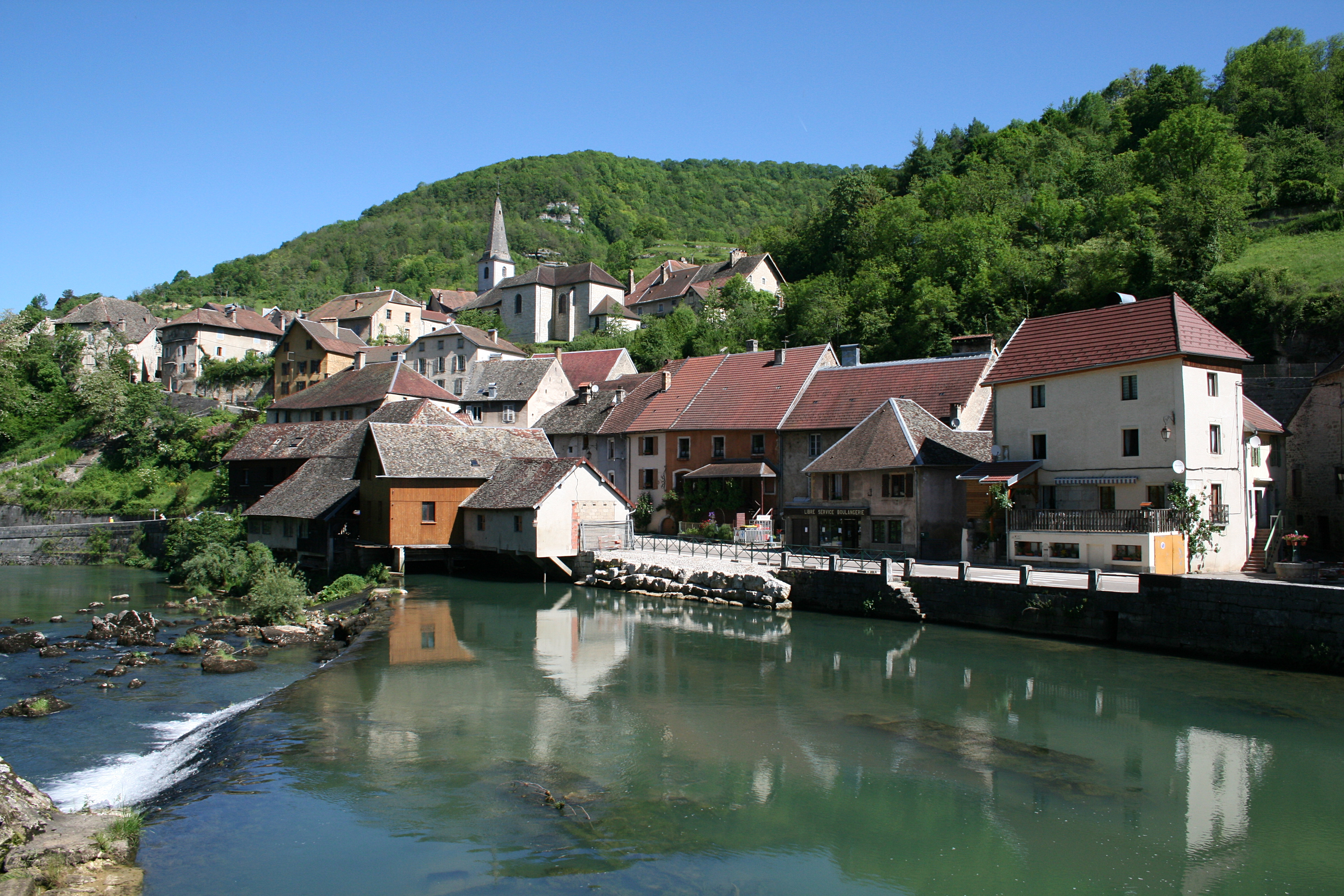
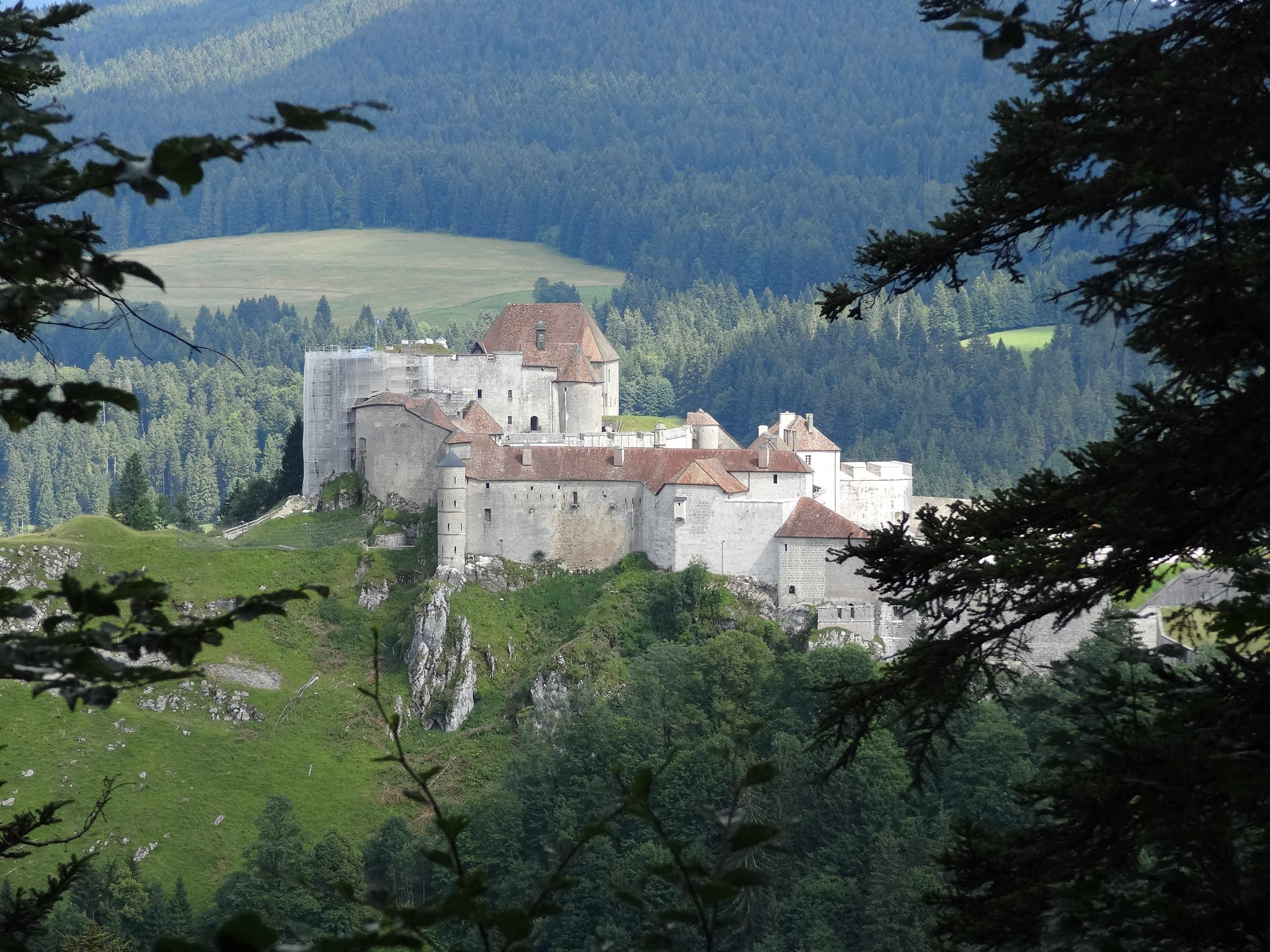
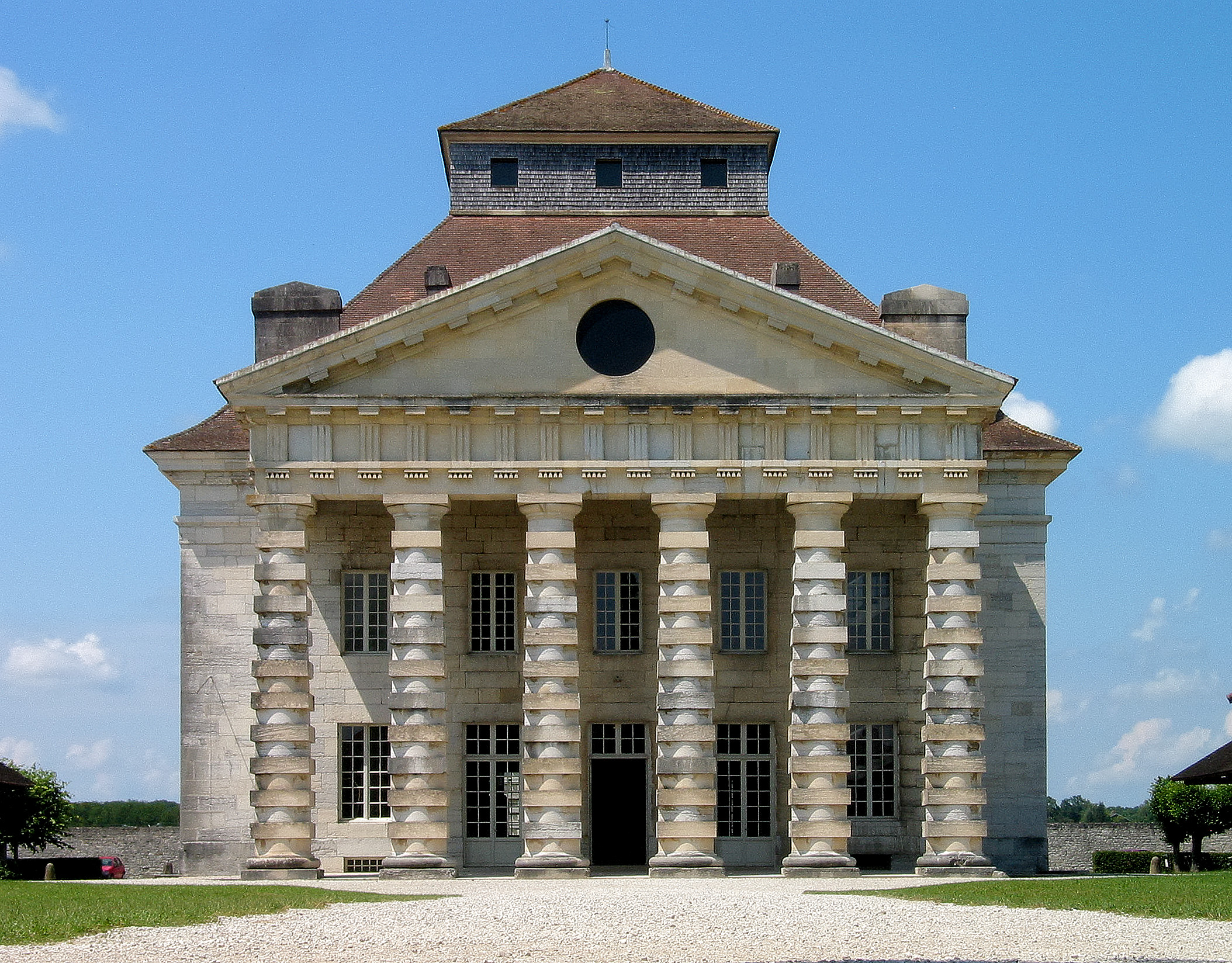
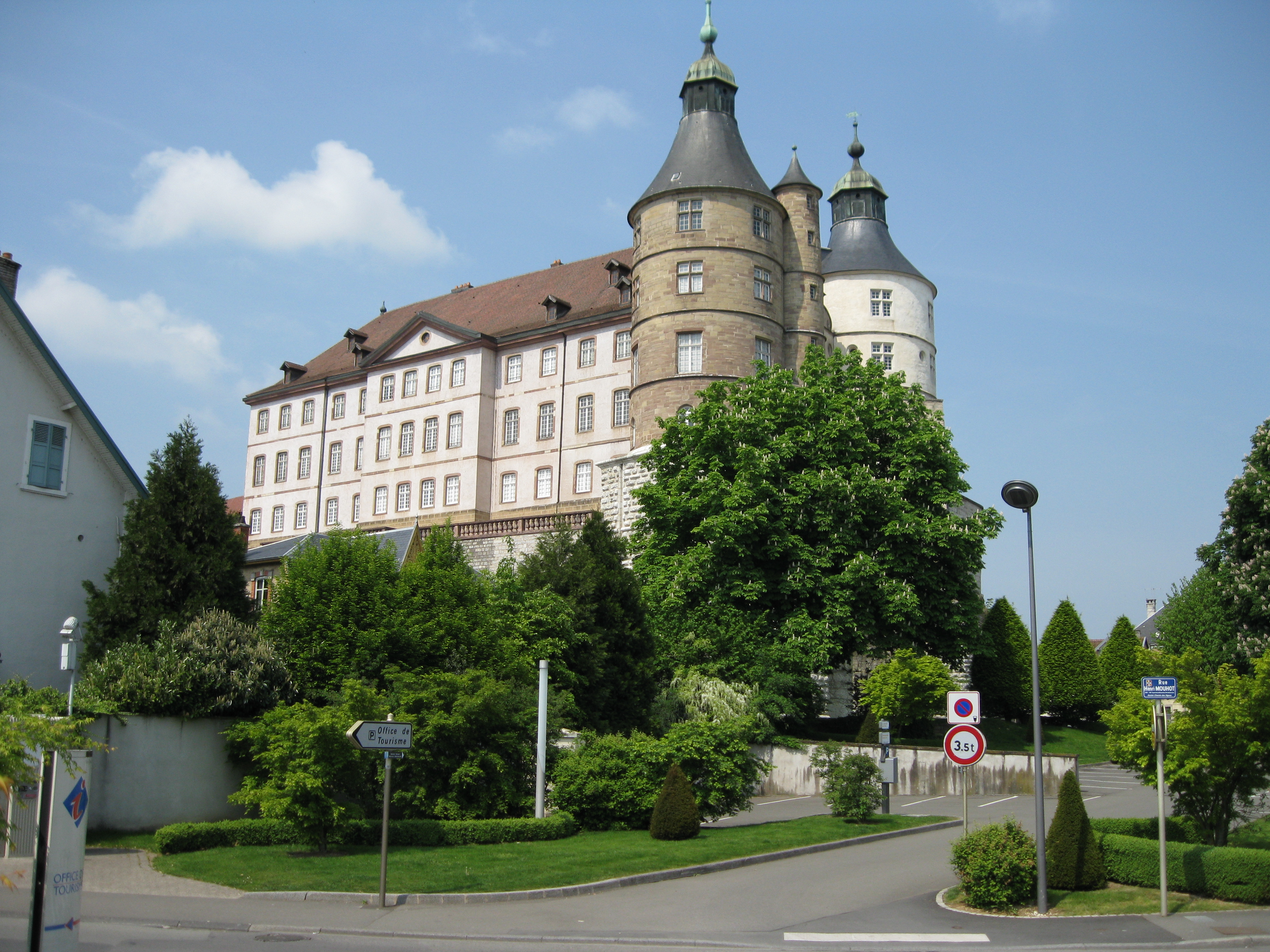
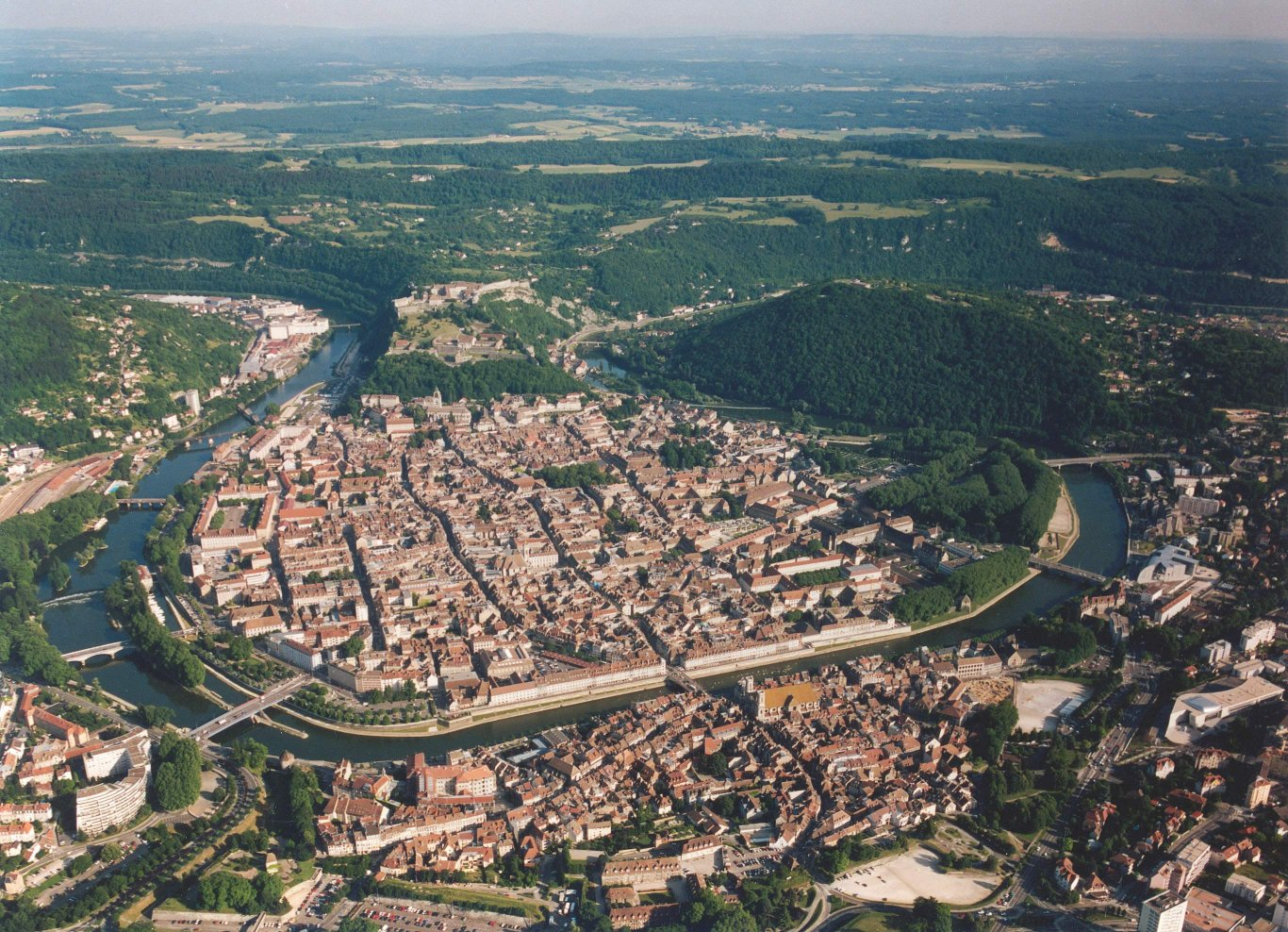

## وصلات خارجية
- الموقع الرسمي للإقليم
- موقع المجلس العام للإقليم